# Чемпіонат Італії з футболу 1898
У 1898 році проходив перший чемпіонат Італії, який став попередником для сучасної Серії А. У чемпіонаті брали участь 3 клуби з Турина і один із Генуя. Всі матчі проходили 8 травня в Турині на стадіоні «Velodromo Umberto I».
| Чемпіонат Італії з футболу 1898 |
| ------------------------------- |
| «Дженоа» 1-й титул              |

## Півфінал

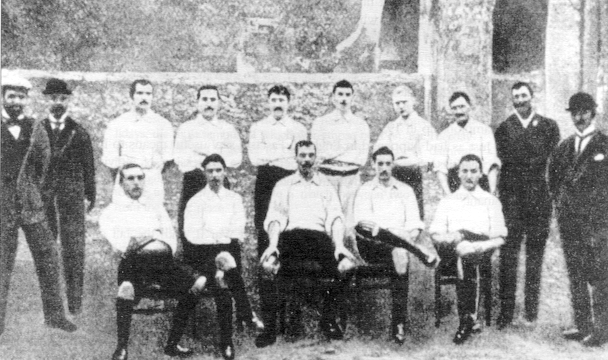
Переможець першого чемпіонату Італії — Дженоа